# نهائي كأس العالم 2022
نهائي كأس العالم 2022 هي المباراة النهائية لكأس العالم 2022 الثانية والعشرون من مسابقة الاتحاد الدولي لكرة القدم لفرق كرة القدم الوطنية للرجال. أقيمت المباراة على ملعب لوسيل في مدينة لوسيل في قطر، في 18 ديسمبر 2022 الموافق لليوم الوطني لقطر، وتنافست عليها الأرجنتين وفرنسا حاملة اللقب. مع رقم قياسي بلغ 1،5 مليار شخص شاهد الحدث على شاشة التلفزيون، أصبح النهائي واحدًا من أكثر الأحداث الرياضية المتلفزة مشاهدة على نطاق تاريخي واسع.
ضمت البطولة منتخب قطر المضيف و31 فريقًا آخر تأهلو عبر مرحلة التصفيات التي نظمتها الاتحادات القارية الستة. وتنافست الفرق الـ32 في مرحلة المجموعات، وتأهل منها 16 فريقًا إلى مرحلة خروج المغلوب. في طريقها إلى النهائي، احتلت الأرجنتين المركز الأول في المجموعة الثالثة، وخسرت أولاً أمام السعودية 1–2، ثم هزمت المكسيك 2–0 وبولندا بنفس النتيجة 2–0. ثم تغلبوا على أستراليا 2–1 في دور الـ16، وهولندا في ربع النهائي بركلات الترجيح بعد أن انتهت أستراليا في الوقت الإضافي، وكرواتيا في نصف النهائي 3–0. احتلت فرنسا المركز الأول في المجموعة الرابعة بفوزين وخسارة واحدة (4–1 فوز على أستراليا، فوز بنتيجة 2–1 على الدنمارك، وخسارة 0–1 أمام تونس)، في مرحلة خروج المغلوب هزمت بولندا 3–1 في دور 16، إنجلترا 2–1 في ربع النهائي والمغرب في نصف النهائي 2–0. أقيمت المباراة النهائية أمام 88،966 متفرجًا وأدارها الحكم البولندي شيمون مارتشينياك.
تقدمت الأرجنتين من ركلة جزاء نفذها ليونيل ميسي في الدقيقة 23 قبل أن يعزز أنخيل دي ماريا تقدمهم في الدقيقة 36 بتسديدة منخفضة في زاوية المرمى بعد هجمة مرتدة للأرجنتين. فشلت فرنسا في تسجيل أي تسديدة على المرمى في الغالبية العظمى من المباراة حتى ثنائية كيليان مبابي في الدقيقة 97 وتعادل المباراة 2–2 في الدقيقة 81. خلال الوقت الإضافي، سجل ميسي مرة أخرى ليمنح الأرجنتين التقدم 3–2. لاحقا سجل مبابي ركلة جزاء ثانية ليعادل النتيجة 3–3 قبل دقائق فقط من نهاية المباراة، ليصبح ثاني لاعب يسجل هاتريك في نهائي كأس العالم بعد الانجليزي جيوف هورست في نهائي 1966. ثم فازت الأرجنتين بركلات الترجيح 4–2 ليفوزوا بكأس العالم للمرة الثالثة والأولى منذ نسخة 1986.
كانت هذه هي المرة الثانية التي تصل فيها الأرجنتين إلى نهائي كأس العالم بعد خسارة مباراتها الافتتاحية (المناسبة الأخرى كانت في عام 1990)، وهو إنجاز حققته ثلاثة فرق أخرى (ألمانيا الغربية في عام 1982، وإيطاليا في عام 1994، وإسبانيا في عام 2010)؛ كانت هذه هي المرة الثانية في التاريخ التي يفوز فيها فريق بالبطولة بعد خسارة مباراته الافتتاحية (بعد إسبانيا في 2010). أصبحت فرنسا أول فريق في التاريخ يسجل ثلاثة أهداف في نهائي كأس العالم ويخسر. تم اختيار ليونيل ميسي رجلا للمباراة وفاز بالكرة الذهبية كأفضل لاعب في البطولة. تم تصنيف المباراة من قبل النقاد والمشجعين على حد سواء باعتبارها واحدة من أعظم نهائيات كأس العالم، وواحدة من أعظم المباريات في تاريخ كرة القدم والرياضة.

## الخلفية

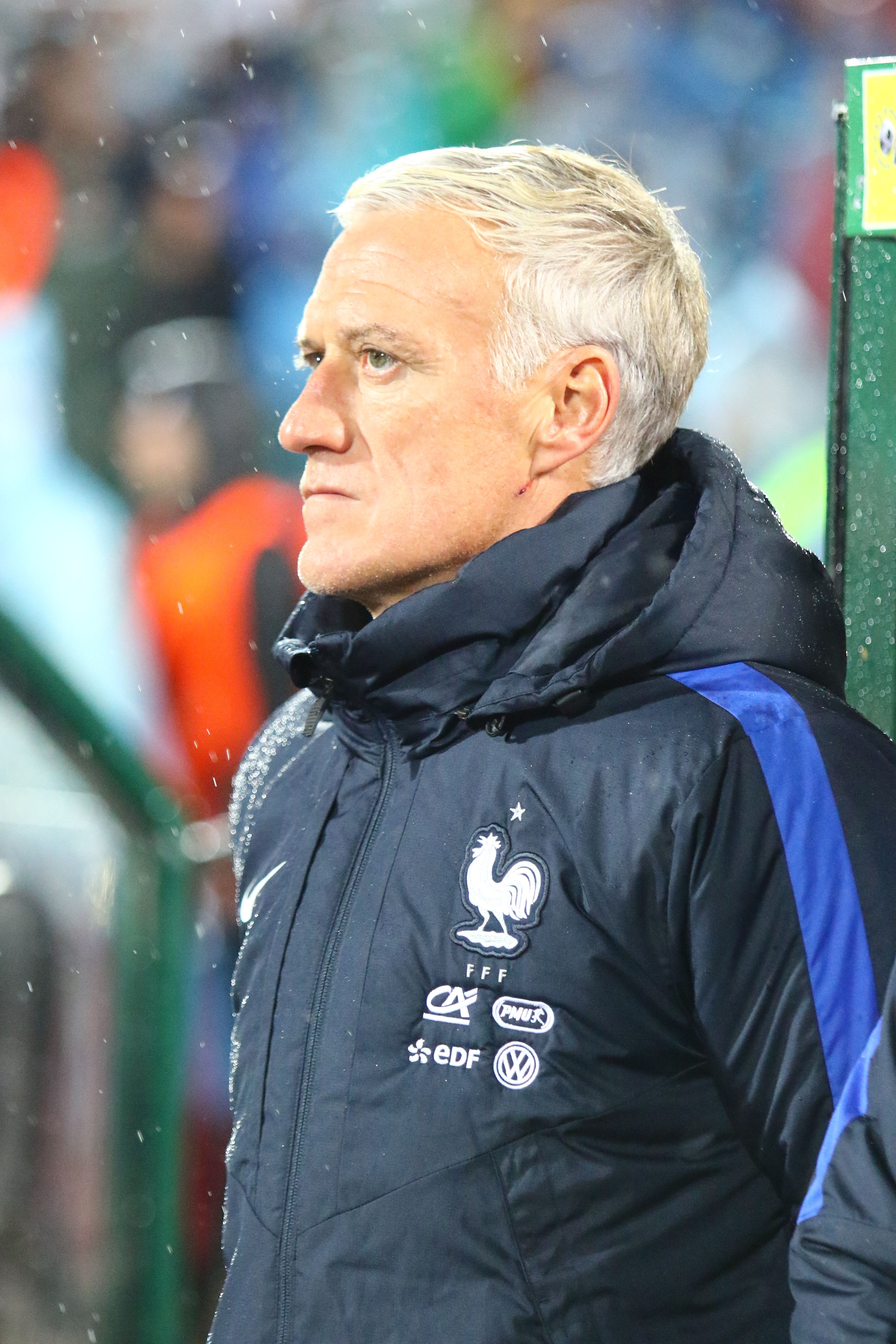
كان المدرب الفرنسي ديدييه ديشامب أمام فرضة الفوز بلقب كأس العالم الثالثة في مسيرته بعد أن تحصل عليها لاعبا ومدربا.

كانت الأرجنتين قد فازت بكأس العالم مرتين من قبل في عامي 1978 و1986، وكانت قد خسرت النهائي ثلاث مرات في 1930، 1990 و2014. بعد الهزيمة في نهائي كأس العالم 2014 في البرازيل، خسروا نهائيين متتاليين في كوبا أمريكا كلاهما أمام تشيلي تواليا في عامي 2015 و2016. بعد سلسلة من المشاركات المخيبة للآمال في كأس العالم 2018 في روسيا، حيث خسروا أمام بطل تلك النسخة فرنسا في الدور الأول من مرحلة خروج المغلوب. قاد المدرب المعين حديثًا ليونيل سكالوني الأرجنتين للفوز باللقب الدولي في 28 عامًا، حيث تغلبت الأرجنتين على البرازيل 1–0 في نهائي كوبا أمريكا 2021، ومنح القائد ليونيل ميسي أول لقب دولي له مع الأرجنتين. بعد فوزها في فيناليسيما 2022 على إيطاليا بطلة بطولة أمم أوروبا 2020 بنتيجة 3–0، دخلت الأرجنتين البطولة في قطر كأحد المنتخبات المرشحة للفوز.

فرنسا حاملة لقب النسخة السابقة، مما جعل هذه هي المرة الأولى منذ نهائي 2002 الذي ظهر فيه فريق في نهائيين متتاليين، والأولى منذ 1998 حيث تأهل حامل اللقب للنهائي اللاحق (كلاهما حققتهما البرازيل). فازت فرنسا بكأس العالم من قبل في عامي 1998 و2018. كما وصل الفرنسيون إلى نهائي 2006، لكنهم هزموا أمام إيطاليا بركلات الترجيح. تحت إدارة ديدييه ديشامب، الذي فاز بكأس العالم 1998 كلاعب، فشل الفرنسيون في الفوز بكأس العالم 2014، وبطولة أمم أوروبا 2016 و2020، لكنهم فازوا بلقب كأس العالم 2018. نظرًا لمكانتها كبطلة للعالم، دخلت فرنسا أيضًا قطر كواحدة من المرشحين للفوز. سعت فرنسا إلى محاكاة الإنجاز الذي حققته إيطاليا عامي 1934 و1938 والبرازيل عامي 1958 و1962. كان ديدييه ديشامب يسعى لأن يصبح ثاني مدرب يفوز بلقبين لكأس العالم بعد فيتوريو بوتسو مع إيطاليا عامي 1934 و1938. بعد فوزه بنسخة 1998 كلاعب، كان ديشامب يسعى أيضًا لأن يصبح ثالث شخص يفوز بثلاثة ألقاب في كأس العالم، بعد الأساطير البرازيلية بيليه (جميعهم كلاعب) وماريو زاغالو (اثنان كلاعب وواحد كمدرب).

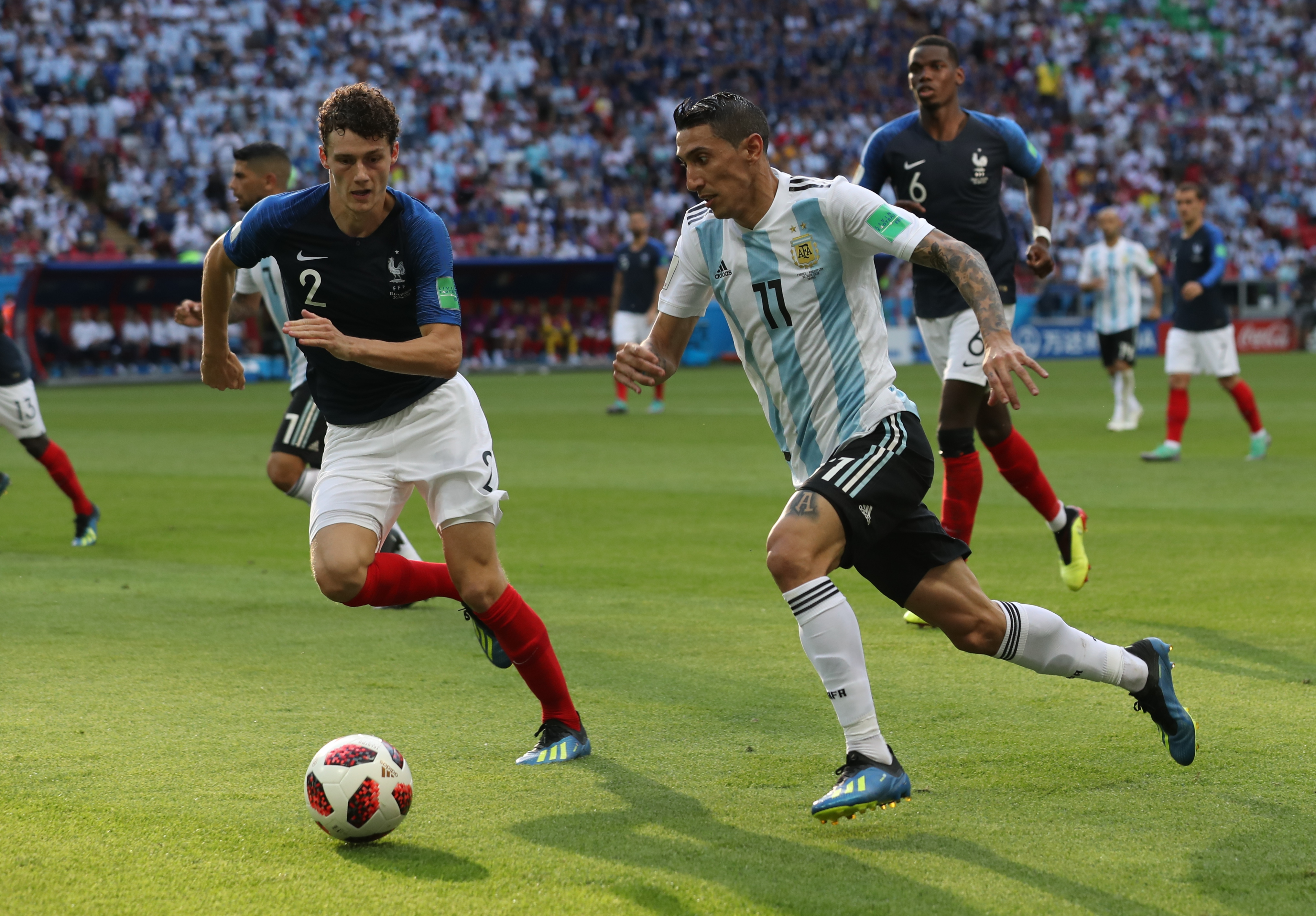
مباراة الأرجنتين وفرنسا خلال دور الـ16 في كأس العالم 2018 في روسيا.

التقي المنتخبان في الأدوار الإقصائية لكأس العالم الثانية على التوالي. في مونديال 2018 في روسيا على أرضية كازان أرينا في دور الـ16، فازت فرنسا بالمباراة 4–3 فيما وصفته صحيفة ذي إندبندنت بأنها إحدى أعظم مباريات كأس العالم على الإطلاق. افتتح أنطوان غريزمان التسجيل من ركلة جزاء قبل أن يضع أنخيل دي ماريا وغابرييل ميركادو الأرجنتين في المقدمة، ثم سجلت فرنسا الأهداف الثلاثة التالية بفضل تسديدة بنجامين بافار خارج منطقة الجزاء والتي صُوِّت عليها لاحقًا لتكون أفضل هدف في البطولة، بالإضافة لهدفي كيليان مبابي. قلص سيرخيو أغويرو الفارق إلى واحد في الوقت المحتسب بدل الضائع، لكن الأرجنتين لم تتمكن من معادلة النتيجة وإرسال المباراة إلى الوقت الإضافي.
أُعلن عن الكرة الرسمية لمبارتي نصف النهائي ومباراة تحديد المركز الثالث والمباراة النهائية في 11 ديسمبر 2022. وكانت عبارة عن نسخة مختلفة من كرة أديداس الرحلة المستخدمة في بقية البطولة والتي سميت أديداس الحلم، في إشارة إلى حلم كل دولة في رفع كأس العالم. في حين أن الجوانب الفنية للكرة هي نفسها، إلا أن اللون يختلف عن كرات الرحلة المستخدمة في مراحل المجموعات ومباريات خروج المغلوب، مع تصميم ذهبي معدني، كستنائي، بورجوندي، وتصميم أحمر، في إشارة إلى الألوان الوطنية لدولة قطر والألوان الذهبية التي يتقاسمها ملعب لوسيل. وهي الكرة الخاصة الخامسة لمباريات نهائيات كأس العالم لكرة القدم، بعد تيمغايست برلين، أديداس جابولاني، برازوكا ريو، وميشتا تلستار.

## الملعب

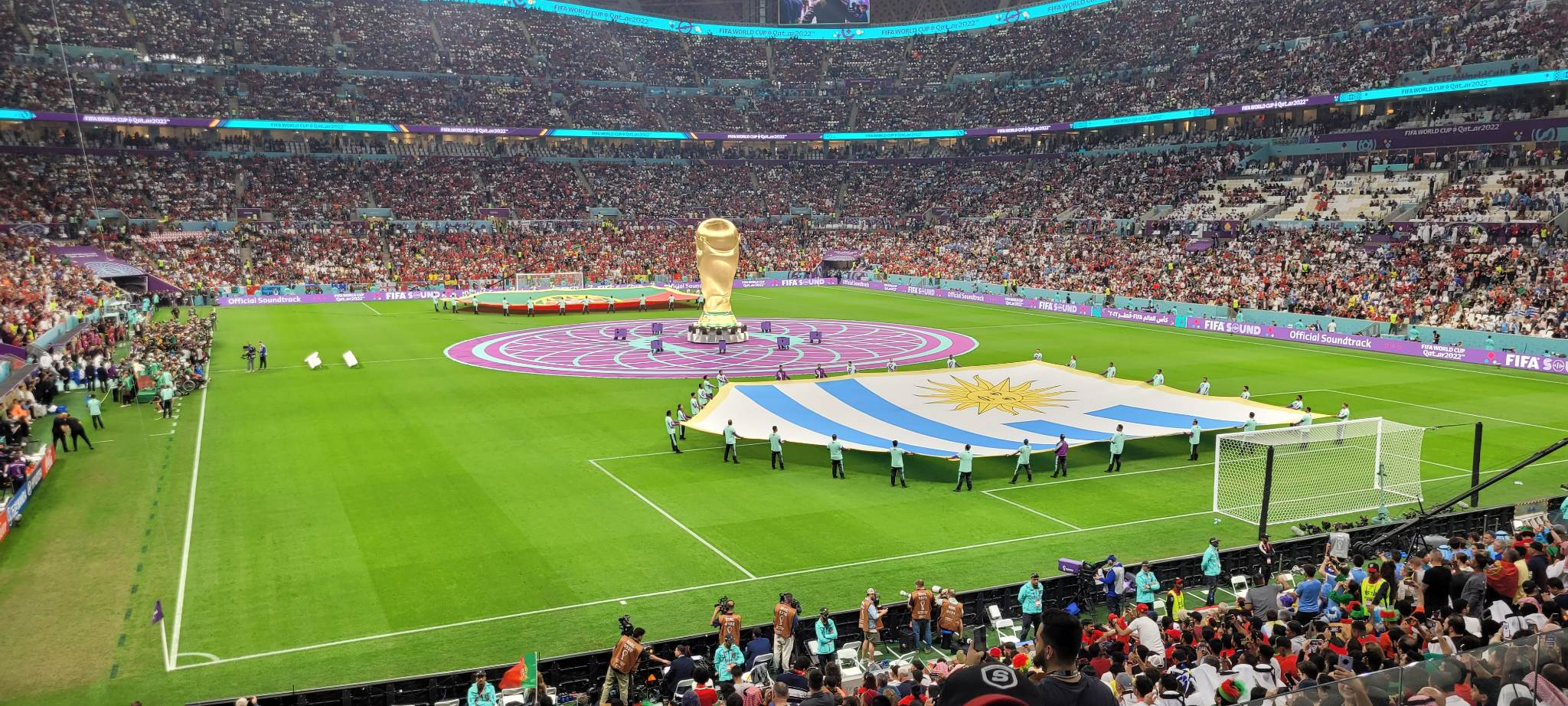
ملعب لوسيل خلال مباراة البرتغال والأوروغواي في دور المجموعات.

أُقيمت المباراة النهائية في ملعب لوسيل في لوسيل، على بعد حوالي 15 كيلومتر (9.3 ميل) شمال وسط مدينة الدوحة. كان من المقرر أن يستضيف الملعب المباراة النهائية كجزء من عرض قطر لكأس العالم، وأُكِّد مكاناً للعب النهائي في 15 يوليو 2020. كما إستضاف الملعب تسع مباريات أخرى، منها ست مباريات في دور المجموعات وثلاث مباريات في مرحلة خروج المغلوب.
بُني ملعب لوسيل الذي يملكه الاتحاد القطري لكرة القدم نتيجةً لفوز قطر باستضافة كأس العالم. صممت فوستر آند بارتنرز البريطانية الملعب، بدعم من شركة مانيكا للعمارة. تم تبريد الملعب باستخدام الطاقة الشمسية ولم يكن له بصمة كربونية. بدأ البناء في أبريل 2017، وكان من المقرر الانتهاء منه في عام 2020. ومع ذلك، أُجِّل الانتهاء من الاستاد، مع الانتهاء من البناء في نهاية المطاف في نوفمبر 2021. كان الملعب قد أقيم أول مباراة له في 9 سبتمبر 2022 خلال مباراة كأس سوبر لوسيل 2022، في وقت متأخر عما كان متوقعًا.

## الطريق إلى النهائي
| م | الفريق    | لعب | ف | ت | خ | أ.له | أ.ع | أ.ف | نقاط |
| - | --------- | --- | - | - | - | ---- | --- | --- | ---- |
| 1 | الأرجنتين | 3   | 2 | 0 | 1 | 5    | 2   | +3  | 6    |
| 2 | بولندا    | 3   | 1 | 1 | 1 | 2    | 2   | 0   | 4    |
| 3 | المكسيك   | 3   | 1 | 1 | 1 | 2    | 3   | −1  | 4    |
| 4 | السعودية  | 3   | 1 | 0 | 2 | 3    | 5   | −2  | 3    |

| م | الفريق   | لعب | ف | ت | خ | أ.له | أ.ع | أ.ف | نقاط |
| - | -------- | --- | - | - | - | ---- | --- | --- | ---- |
| 1 | فرنسا    | 3   | 2 | 0 | 1 | 6    | 3   | +3  | 6    |
| 2 | أستراليا | 3   | 2 | 0 | 1 | 3    | 4   | −1  | 6    |
| 3 | تونس     | 3   | 1 | 1 | 1 | 1    | 1   | 0   | 4    |
| 4 | الدنمارك | 3   | 0 | 1 | 2 | 1    | 3   | −2  | 1    |

### الأرجنتين

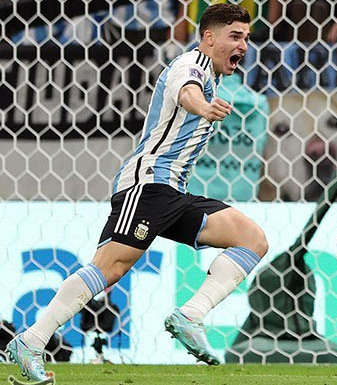
سجل جوليان ألفاريز أربعة أهداف في البطولة.

بدأت الأرجنتين مشوارها في كأس العالم بهزيمة ضد خصمها الآسيوي السعودية. سجل ليونيل ميسي الهدف الأول من ركلة جزاء في الدقيقة العاشرة من الشوط الأول وتم الغاء هدفين لمنتخب الارجنتين بداعي التسلل سجل المنتخب السعودي هدفين صادمين في الشوط الثاني من المباراة من صالح الشهري وسالم الدوسري، مما أدى إلى هزيمة الأرجنتين 1–2 على يد السعودية في مباراة وصفت بالصدمة، مما أثار مخاوف خروج الأرجنتين من دور المجموعات للمرة الثانية من بطولة كأس العالم تقام  في آسيا (أُقصيت الأرجنتين من دور المجموعات في كأس العالم 2002، أول كأس عالم في آسيا). ومع ذلك، تمكن الأرجنتينيون من تجاوز الهزيمة المفاجئة بالتغلب على المكسيك عالية التنظيم 2–0 بهدفين من ليونيل ميسي واينزو فرنانديز، واحتلال المركز الثاني من السعودية، التي أخفقت أمام بولندا. ثم تغلبت الأرجنتين في النهاية على بولندا بنفس النتيجة 2–0، من خلال أهداف أليكسيس ماك اليستير وجوليان ألفاريز على الرغم من إهدار ميسي ركلة جزاء في الشوط الأول. احتلت الأرجنتين المركز الأول مع إقصاء كل من منتخبي المكسيك والسعودية.
في مرحلة خروج المغلوب وجدت الأرجنتين نفسها في مواجهة أستراليا وصيف المجموعة الرابعة ؛ سجل ميسي الهدف الاول بينما سجل جوليان ألفاريز الهدف الثاني باعتراض من ماثيو رايان بينما تغلبت الأرجنتين على أستراليا 2–1، بما في ذلك تصدي متأخر من إيميليانو مارتينيز لتسديدة من قرنق كول. ضد هولندا في ربع النهائي، كانت آخر مواجهة بين الفريقين في المونديال في نصف نهائي كأس العالم 2014، سجلت الأرجنتين هدفين بواسطة ناهويل مولينا وركلة جزاء من ميسي، لكنها قبلت هدفين متأخرين من فوتر فيغورست مع انتهاء المباراة 2–2 في الوقت الأصلي؛ لم يتمكن أي من المنتخبين التسجيل في الأشواط الإضافية ولجآ لركلات الجزاء الترجيحية لتحديد الفائز؛ أنقذ إيميليانو مارتينيز أول ركلتين هولنديتين من فيرجيل فان دايك وستيفن بيرغويس، في حين أضاع فرنانديز ركلة أرجنتينية وسجل لاوتارو مارتينيز الركلة الأخيرة لتتأهل الأرجنتين إلى النصف النهائي لمواجهة كرواتيا وصيفة كأس العالم 2018، التي أقصت البرازيل في الربع النهائي.
تقابل الفريقين في المجموعة الرابعة من كأس العالم 2018 حيث فازت كرواتيا بنتيجة 3–0. ومع ذلك، انتقمت الأرجنتين من تلك الخسارة، وقضت قضاءً حاسماً على كرواتيا بالنتيجة نفسها 3–0 بضربة جزاء من ليونيل ميسي قبل أن يسجل جوليان ألفاريز ثنائية لتحجز الأرجنتين مكانها في النهائي .

### فرنسا

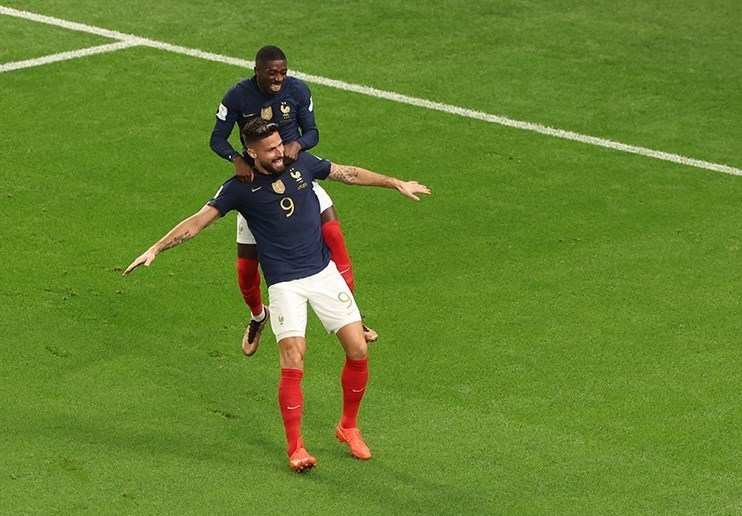
أصبح أوليفييه جيرو أفضل هداف في تاريخ المنتخب الفرنسي خلال كأس العالم.

بدأت فرنسا مشوارها في المونديال بصفتها حاملة اللقب، بعد أن فازت بكأس العالم 2018 في روسيا، وقعت في المجموعة الرابعة وكان أول لقاء بينهما ضد أستراليا ممثلة آسيا، حيث عانى الفرنسيون من تأخر مفاجئ بعد تسع دقائق بسبب هدف سجله كريغ غودوين، لكنهم تمكنوا من العودة بثنائية من أوليفيه جيرو إلى جانب هدفين من أدريان رابيو وكيليان مبابي لتنتهي المباراة بنتيجة 4–1. بفضل الفوز، تغلبت فرنسا على الدنمارك المنظمة للغاية والتي تشكل تهديدًا حيث سجل مبابي هدفين في الشوط الثاني، على الرغم من تلقي هدف التعادل من أندرياس كريستنسن، وفازت فرنسا 2–1 وأصبحت أول فريق يتقدم إلى مرحلة خروج المغلوب، أول بطل أوروبي يفعل ذلك منذ نسخة 1994.
مع ضمان التأهل، قامت فرنسا بتبديل معظم لاعبي فريقها، حيث أراح ديدييه ديشامب لاعبيه الأساسيين في المباراة الأخيرة ضد تونس؛ ونتيجة لذلك، خسرت فرنسا 0–1 بفضل هدف وهبي خزري قبل أن يُلغى هدف التعادل من أنطوان غريزمان. حافظت فرنسا على صدارة المجموعة بفضل فارق الأهداف المتفوق على أستراليا.
في دور الستة عشر، تغلبت فرنسا على وصيفة المجموعة الثالثة بولندا بنتيجة 3–1 بهدف من جيرو وبهدفي مبابي، على الرغم من تلقي ركلة جزاء متأخرة لروبرت ليفاندوفسكي. وشهد الدور ربع النهائي مواجهة فرنسا لخصمها القديم إنجلترا في مباراة متوترة، حيث فازت بنتيجة 2–1 بهدفين من أوريلين تشواميني وجيرو. عادلت إنجلترا النتيجة من ركلة جزاء لهاري كين لكن ركلة الجزاء الثانية أهدرها، مما منح فرنسا مكانًا في الدور نصف النهائي. ثم واجهت فرنسا الحصان الاسود في البطولة المغرب، الذي تغلب على إسبانيا والبرتغال في هذا السياق؛ تمكن الفرنسيون من إنهاء التاريخ الذي تكتبه الدولة الأفريقية بهدفين من تيو هرنانديز وراندال كولو مواني، حيث وصلت فرنسا إلى نهائي كأس العالم للمرة الثانية على التوالي لأول مرة في التاريخ.

## ما قبل المباراة

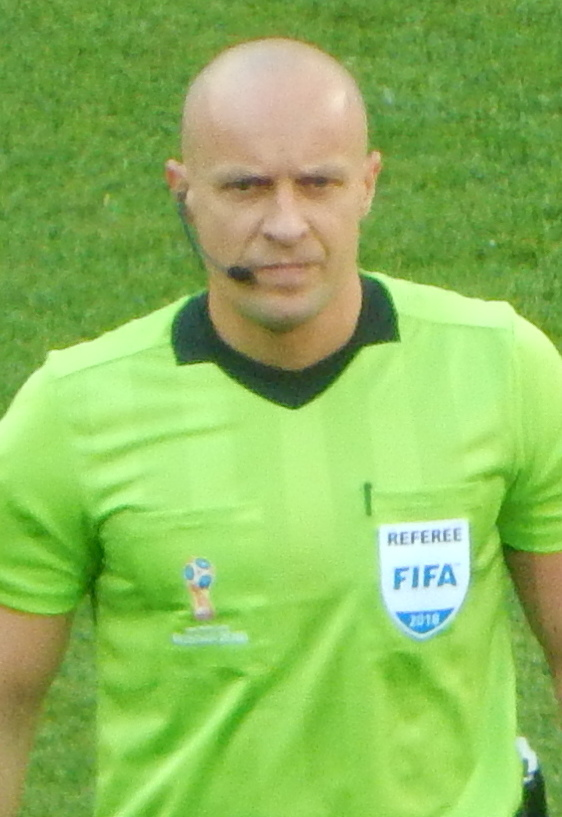
أدار الحكم البولندي شيمون مارتشينياك المباراة النهائية.

في 15 ديسمبر 2022 عُيِّن الحكم البولندي شيمون مارتشينياك ليكون حكم المباراة النهائية، مع زملائه البولنديين بولس باول سوكولنيكي وتوماش ليستكيويتش كمساعدين. أصبح مارتشينياك حكماً دوليا في عام 2011، وأدار مباريات في بطولة أمم أوروبا 2016 وكأس العالم 2018، وكذلك خلال كأس السوبر الأوروبي 2018. في وقت سابق من البطولة، أدار مباراة فرنسا والدنمارك في دور المجموعات، وكذلك مباراة الأرجنتين وأستراليا في دور الـ16. هذه هي المرة الأولى التي يقود فيها حكم بولندي نهائي كأس العالم، والمرة الثانية التي يُدرَج فيها حكم بولندي بين الحكام خلال مثل هذه المباراة، بعد أن شارك الحكم ميخا ليستكيفيتش كمساعد مساعد خلال نهائي كأس العالم 1990.
عُيِّن إسماعيل الفتح وكاثرين نيسبيت من الولايات المتحدة كحكم الرابع والحكم المساعد الاحتياطي على التوالي، بينما سيقود بولندي آخر، توماس كوياتكوفسكي، فريق حكم مساعد الفيديو. وسيعمل الفنزويلي خوان سوتو كمساعد حكم فيديو مساعد، والأمريكي كايل أتكينز سيكون الحكم المساعد في فيديو التسلل، في حين كُلِّف المكسيكي فرناندو جويريرو بدور مساعد حكم الفيديو المساعد. سيعمل الألماني باستيان دانكيرت والأمريكي كوري باركر كمساعد حكم فيديو احتياطي وحكم مساعد فيديو احتياطيًا، على التوالي. ومن المتوقع أن يحضر عدد من رؤساء الدول، من بينهم أمير قطر تميم بن حمد آل ثاني، الرئيس الفرنسي إيمانويل ماكرون والرئيس الأرجنتيني ألبرتو فرنانديز. حسب العرف، سيحضر أيضًا أعضاء مجلس الفيفا ورئيسها جياني إنفانتينو.
حضر المباراة عدد من رؤساء الدول، من بينهم أمير قطر تميم بن حمد آل ثاني، الرئيس التركي رجب طيب أردوغان والرئيس الفرنسي إيمانويل ماكرون. كما حضر العديد من أعضاء مجلس الفيفا ورئيسها جياني إنفانتينو. وكان من المتوقع أيضًا وصول الرئيس الأرجنتيني ألبرتو فرنانديز، لكنه رفض الذهاب إلى قطر وحضور المباراة النهائية لتجنب التأثير السلبي الذي يمكن أن تحدثه السياسة على الرياضة وحتى لا يجلب الحظ السيء للمنتخب. وذكر أنه بدلاً من ذلك سيبقى في المنزل ويدعم الأرجنتين، وذكرت المتحدثة باسم الرئيس الأرجنتيني غابرييلا سيروتي، أن السياسة والرياضة لا ينبغي أن تختلطا وأنهما غير مهتمين بالاختلاط.
غنت المغنية الأرجنتينية لالي إسبوسيتو النشيد الوطني الأرجنتيني، وغنت المصرية فرح الديباني النشيد الوطني الفرنسي قبل المباراة. أقيم حفل ختام البطولة قبل بداية المباراة. تميزت بالتعاون بين المغني البورتوريكي أوزونا والمغني الفرنسي غيمس. كما شارك في الأداء نورا فتحي، بلقيس، رحمة رياض ومنال. تم الكشف عن كأس الفائزين من قبل الكابتن الفائز بكأس العالم إيكر كاسياس والممثلة الهندية ديبيكا بادوكون. غنت المغنية الأرجنتينية لالي إسبوسيتو النشيد الوطني الأرجنتيني وغنت مغنية الأوبرا المصرية فرح الديباني النشيد الوطني الفرنسي لامارسييز قبل المباراة.

## المباراة

### الملخص

#### الشوط الأول

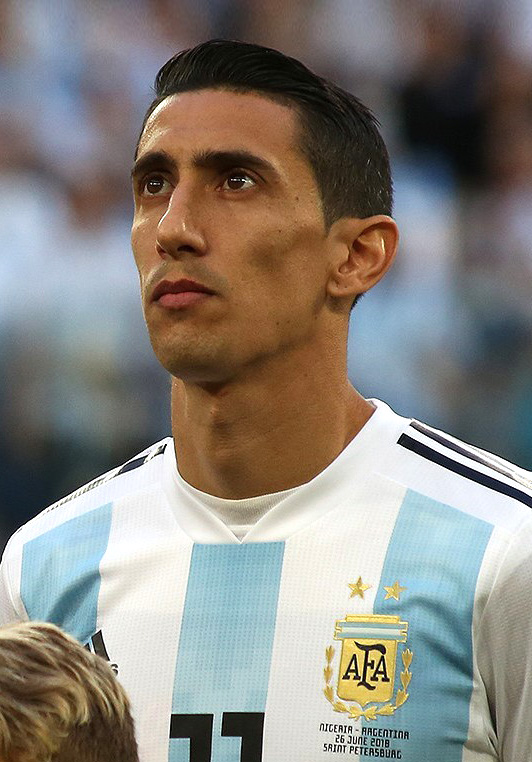
تعرض أنخيل دي ماريا للعرقلة داخل منطقة الجزاء، مما صنع فرصة لميسي لتسديد ركلة الجزاء بنجاح، كما ضاعف الفارق التهديفي للأرجنتين عند تسجيله الهدف الثاني.

بدأت فرنسا المباراة في الساعة 18:00 بالتوقيت المحلي (15:00 بالتوقيت العالمي) أمام حشد من 88،966 متفرجًا. كانت درجة الحرارة في ملعب لوسيل خلال المباراة 22 درجة مئوية (72 درجة فهرنهايت)، وكانت غائمة وتصل نسبة الرطوبة إلى 64%. وفي الشوط الأول كان المنتخب الأرجنتيني هو الفريق الأفضل على الرغم من أن كلا الفريقين دخلا المباراة بحذر نسبيا. وفي الدقيقة الثالثة، دفع رودريغو دي بول الكرة بدقة ليهرب جوليان ألفاريز لكنه لم يتمكن من تجاوز الحارس هوغو لوريس. وبعد دقيقتين سدد إينزو فرنانديز بقدمه اليمنى خارج منطقة الجزاء وذهبت الكرة بعيدة عن المرمى لكن في المكان الصحيح الذي اختاره لوريس. وفي الدقيقة الثامنة، استحوذ دي بول على الكرة بشكل مريح أمام منطقة الجزاء وأطلق تسديدة بقدمه اليمنى اصطدمت بقدم رافاييل فاران وابتعدت عن مرمى الحارس.
نقطة التحول حدثت في الدقيقة 21، عندما أظهر أنخيل دي ماريا مهاراته في تجاوز عثمان ديمبيلي، ثم أسقطه ديمبيلي نفسه داخل منطقة الجزاء وأشار الحكم مارسينياك على الفور إلى ركلة جزاء للأرجنتين. وعند علامة 11 مترا، خدع ليونيل ميسي الحارس لوريس بسهولة بتسديدة منخفضة في الزاوية اليمنى للمرمى، ليفتتح النتيجة للأرجنتين 1–0 أمام فرنسا في الدقيقة 23، وزادت معنويات لاعبي الأرجنتين بعد الهدف الافتتاحي، وفي الدقيقة 36، خلقت الأرجنتين هجمة مرتدة سريعة للغاية سمحت لأليكسيس ماك أليستير بالتمرير وفتح الطريق أمام دي ماريا للهروب، متغلبًا على الحارس لوريس في وضعية المواجهة وجهًا لوجه، معززا النتيجة 2–0. هدفان سريعان أجبرا المدرب ديدييه ديشامب على تعزيز هجومه باستبدال مهاجمين أساسيين، أوليفيه جيرو وديمبيلي، لإفساح المجال لراندال كولو مواني وماركوس تورام في الدقيقة 41، وتقدمت الأرجنتين 2–0 مؤقتا مع نهاية الشوط الأول، وكان أداء فرنسا مخيبا للآمال.

#### الشوط الثاني

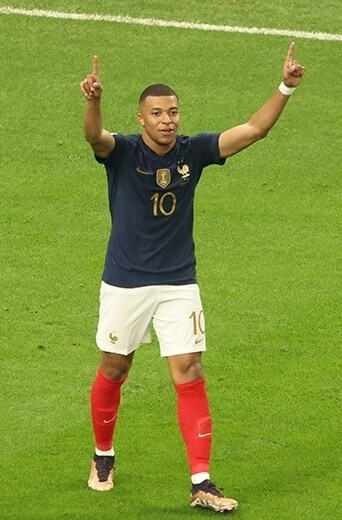
بفضل ثلاثيته في النهائي، أصبح الفرنسي كيليان مبابي أكثر لاعب تسجيلا للأهداف في نهائيات كأس العالم، كما تحصل على الحذاء الذهبي لأفضل هداف في البطولة بثمانية أهداف.

في الشوط الثاني، كانت الأرجنتين هي من أخذت زمام المبادرة على أرض الملعب. وفي الدقيقة 50، سدد دي بول كرة مباشرة بقدمه اليمنى داخل منطقة الجزاء، لكن الحارس لوريس ألقى بنفسه على الكرة لينقذ فرنسا. وبعد خمس دقائق أصدر الحكم مارسينياك البطاقة الصفراء الأولى للفريق الفرنسي لتحذير أدريان رابيو بعد تدخل من الخلف على دي بول. وهذه هي البطاقة الصفراء الثانية التي يحتسبها الحكم في المباراة النهائية، بعد أن سجل الأرجنتيني إينزو فرنانديز في الوقت المحتسب بدل الضائع من الشوط الأول. وفي الدقيقة 59، سنحت للأرجنتين فرصة للهجوم المرتد عندما انطلق ألفاريز من الجناح الأيسر ودخل منطقة الجزاء وأطلق تسديدة من زاوية ضيقة ولكن الكرة اقتربت من مرمى الحارس لوريس. وبعد ثماني دقائق جاء دور فرنسا للرد عندما انطلق أنطوان غريزمان على الجناح الأيسر ومرر الكرة عرضية فوق مرمى الحارس إيميليانو مارتينيز، لكن لم يكن لدى أي لاعب فرنسي الوقت الكافي للتحرك وتسجيل هدف. وفي الدقيقة 71، سنحت الفرصة الأولى لكيليان مبابي، عندما توغل من الجناح الأيسر داخل منطقة الجزاء وأطلق تسديدة قوية بقدمه اليمنى، لكن الكرة مرت فوق عارضة الحارس مارتينيز.
وتقاتل الفريقان بشراسة شديدة، وجاءت نقطة التحول في الدقيقة 79، حيث لعب نيكولاس أوتامندي بشكل عشوائي عندما سمح لكولو مواني باقتحام منطقة الجزاء ولم يكن أمامه سوى خطأ على الحكم مارسينياك فأشار له على الفور بركلة جزاء. عند علامة 11 مترًا، على الرغم من أن مبابي سمح لحارس المرمى مارتينيز بتخمين اتجاه التسديدة، إلا أن تسديدته كانت قوية جدا وفي مكان بعيد. تم تقليص النتيجة إلى 2–1 لفرنسا ضد الأرجنتين في الدقيقة 80. بعد أقل من دقيقتين من تسجيل الهدف الأول، تألق مبابي مرة أخرى عندما جمع لمسة مع تورام قبل أن يهرب ليسجل التعادل عندما واجه حارس المرمى مارتينيز، وبذلك عادلوا النتيجة 2–2 لفرنسا. وساهم هدفا مبابي في رفع الروح المعنوية لفرنسا، ودفع الأرجنتين إلى العودة للخلف. وفي الدقيقة الثالثة من الوقت المحتسب بدل الضائع، اندفع مبابي مباشرة إلى المنتصف، وأطلق تسديدة بقدمه اليمنى داخل دائرة ثلاثة لاعبين أرجنتينيين، لكن الكرة اصطدمت بقدم أوتاميندي وعبرت خط المرمى. بعد ذلك، تم تمرير الكرة من الجناح الأيسر عائدة إلى الخط الثاني ليسدد رابيو بقدمه اليسرى داخل منطقة الجزاء دون أن يراقبها أي لاعب أرجنتيني. وفي الدقيقة السابعة من الوقت بدل الضائع رد ميسي بإطلاق تسديدة قوية أمام منطقة الجزاء، تسببت في معاناة الحارس لوريس في إبعاد الكرة بصعوبة لإنقاذ فرنسا. ومع تعادل النتيجة في نهاية الوقت الأصلي، انتقلت المباراة إلى الوقت الإضافي.

#### الوقت الإضافي

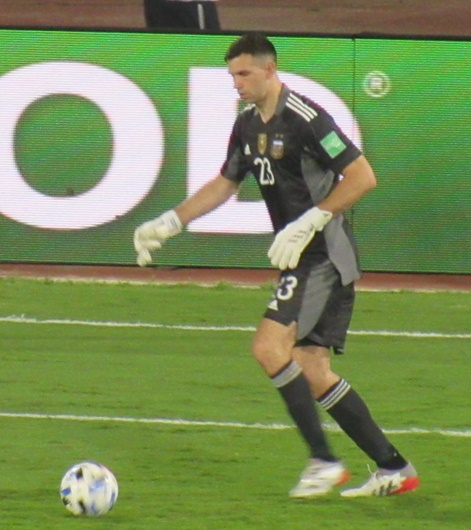
تصدى حارس المرمى الأرجنتيني إيميليانو مارتينيز لهدفين رئيسيين خلال الدقيقة الأخيرة من الوقت الإضافي وركلات الترجيح الحاسمة.

ومع دخول الوقت الإضافي، دخل الفريقان المباراة بشراسة شديدة وحذر إلى حد ما. وفي الدقيقة 104، استدار ماركوس أكونيا وأنهى تسديدة بقدمه اليسرى، لكن الكرة كانت غير دقيقة للغاية. وبعد دقيقة واحدة، حصل لاوتارو مارتينيز على الكرة بشكل مفاجئ بعد ارتداد بين ميسي وماك أليستر، وواجه الحارس لوريس داخل منطقة الجزاء لكن لسوء الحظ إرتطمت بدايوت أوباميكانو. وسنحت لمارتينيز فرصة أخرى للتسجيل في الدقيقة الأولى من الوقت الإضافي، لكنه سدد أمام حارس المرمى لوريس. وانتهى الشوط الأول من الوقت الإضافي بالتعادل السلبي. وفي الشوط الإضافي الثاني، تصاعدت وتيرة اللعب، وفي الدقيقة 107، سدد ميسي من بين ساقي أوباميكانو ووضع الكرة في الزاوية القريبة، لكن الحارس لوريس سدد الكرة في الهواء لتنقذ فرنسا. وبعد دقيقتين فقط، ساعد التنسيق المثالي بين ميسي وفيرنانديز ومارتينيز على التسديد من زاوية ضيقة، ليدفع الحارس لوريس الكرة إلى مكان ميسي الأيمن. وسرعان ما أنهى ميسي الكرة من مسافة قريبة ووضع الكرة عبر خط المرمى قبل أن يتمكن جول كوندي من إبعاد الكرة التي تخطت خط المرمى بالفعل، لترتفع النتيجة إلى 3–2 للأرجنتين.
وبدا أن كل شيء قد انتهى بالنسبة للفريق الفرنسي، لكن حصلوا على ركلة جزاء في الدقيقة 116 عندما سدد مبابي الكرة واصطدمت بذراع غونزالو مونتييل. عند علامة 11 مترًا، سدد مبابي الركلة في الزاوية الاخرى وسجل الهدف، وأكمل ثلاثية في النهائي وعادل النتيجة 3–3 لفرنسا أمام الأرجنتين في الدقيقة 118، كما ساعد هذا الهدف مبابي على أن يصبح اللاعب الثالث واللاعب الثاني سجل ثلاثية في نهائي كأس العالم، بعد أن سجل الإنجليزي جيوف هورست ثلاثية في المباراة النهائية ضد ألمانيا الغربية في كأس العالم 1966. وفي الوقت بدل الضائع، سدد الفريقان تسديدات متتالية لكنهما غير ناجحة. في الدقيقة 123، ومع بقاء 15 ثانية من الوقت الإضافي، سقطت كرة سائبة أمام كولو مواني الغير مراقب على حافة منطقة الجزاء، الذي سدد كرة منخفضة على يمين المرمى؛ ومع ذلك، مارتينيز تصدى للتسديدة بساقه اليسرى وانتهت الهجمة المرتدة على الفور برأسية لاوتارو مارتينيز من مسافة 9 أمتار. وانتهى الوقت الإضافي بالتعادل 3–3، ليضطر الفريقان إلى ركلات الترجيح.

#### ركلات الترجيح

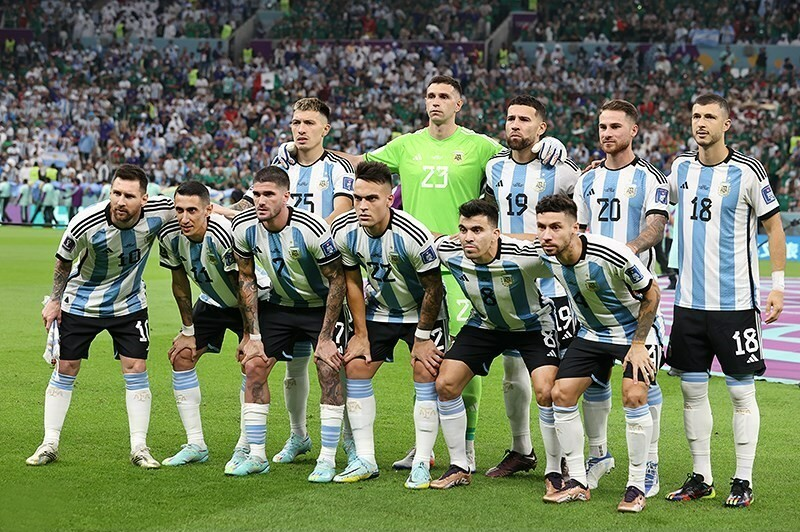
فازت الأرجنتين لكأس العالم للمرة الثالثة.

كانت هذه هي المرة الثالثة التي يتم فيها تحديد بطل كأس العالم بركلات الترجيح (الاولى بطولة 1994والثانية عام 2006). كانت فرنسا هي الفريق الذي بدأ بتنفيذ ركلات الترجيح. نجح مبابي وميسي في تحويل أول ركلتين بنتيجة 1–1. سيواصل حارس مرمى الأرجنتين مارتينيز استخدام الضغط النفسي ووسائل مهارات اللعب التي استخدمها خلال ركلات الترجيح في ربع النهائي ضد هولندا. بعد تأخير محاولة كينغسلي كومان من خلال الجدال مع الحكم، تصدى مارتينيز بعد ذلك لتسديدة كومان، التي كانت منخفضة على اليمين.
أرسل ديبالا تسديدة في الشباك في المنتصف ليمنح الأرجنتين التقدم 2–1. قبل تسديدة أوريلين تشواميني، التقط مارتينيز الكرة ثم رماها إلى حافة منطقة الجزاء. ثم سدد  تشواميني تسديدته بعيدة عن المرمى إلى اليسار. ثم سجل لياندرو باريديس هدفاً ليضع فرنسا قريبا من  الهزيمة بنتيجة 3–1. أبقى كولو مواني فرنسا علىأملها بتسجيل ركلته وتقليص تأخر فرنسا إلى 3–2. حاول مارتينيز استخدام تكتيكاته النفسية في التعامل مع كولو مواني ولكن بدلاً من ذلك حصل على بطاقة صفراء. ثم حصل مونتيل على فرصة للتعويض عن لمسة يده المتأخرة بفوزه بالبطولة للأرجنتين. سجل مونتيل هدفًا منخفضًا من جهة اليسار، ليضمن فوز الأرجنتين بركلات الترجيح 4–2 ويمنحهم كأس العالم للمرة الثالثة والأولى منذ 1986.

### التفاصيل
| الأرجنتين                                                        | 3–3 (ب.و.إ.) | فرنسا                                                                 |
| ---------------------------------------------------------------- | ------------ | --------------------------------------------------------------------- |
| - ميسي 23' (ركلة.)، 108' - دي ماريا 36'                          | تقرير        | - مبابي 80' (ركلة.)، 81'، 118' (ركلة.)                                |
| ركلات الترجيح                                                    |              |                                                                       |
| - ليونيل ميسي - باولو ديبالا - لياندرو باريديس - غونزالو مونتييل | 4–2          | - كيليان مبابي - كينغسلي كومان - أوريلين تشواميني - راندال كولو مواني |

| الأرجنتين | فرنسا |

| GK             | 23 | إيميليانو مارتينيز  | 120+5' |        |
| RB             | 26 | ناهويل مولينا       |        | 91'    |
| CB             | 13 | كريستيان روميرو     |        |        |
| CB             | 19 | نيكولاس أوتامندي    |        |        |
| LB             | 3  | نيكولاس تاغليافيكو  |        | 120+1' |
| RM             | 11 | أنخيل دي ماريا      |        |        |
| CM             | 7  | رودريغو دي بول      |        | 102'   |
| CM             | 24 | إينزو فرنانديز      | 45+7'  |        |
| LM             | 20 | أليكسيس ماك اليستير |        | 116'   |
| CF             | 10 | ليونيل ميسي         |        |        |
| CF             | 9  | جوليان ألفاريز      | 102'   |        |
| البدلاء:       |    |                     |        |        |
| MF             | 8  | ماركوس أكونيا       | 90+8'  | 64'    |
| DF             | 4  | غونزالو مونتييل     | 116'   | 91'    |
| MF             | 5  | لياندرو باريديس     | 114'   | 102'   |
| FW             | 22 | لاوتارو مارتينيز    |        | 102'   |
| DF             | 6  | جيرمان بيزيلا       |        | 116'   |
| FW             | 21 | باولو ديبالا        |        | 120+1' |
| المدرب:        |    |                     |        |        |
| ليونيل سكالوني |    |                     |        |        |

| GK           | 1  | هوغو لوريس        |       |        |
| RB           | 5  | جول كوندي         |       | 120+1' |
| CB           | 4  | رافاييل فاران     |       | 113'   |
| CB           | 18 | دايوت أوباميكانو  |       |        |
| LB           | 22 | تيو هرنانديز      |       | 71'    |
| CM           | 8  | أوريلين تشواميني  |       |        |
| CM           | 14 | أدريان رابيو      | 55'   | 96'    |
| RW           | 11 | عثمان ديمبيلي     |       | 41'    |
| AM           | 7  | أنطوان غريزمان    |       | 71'    |
| LW           | 10 | كيليان مبابي      |       |        |
| CF           | 9  | أوليفييه جيرو     | 90+5' | 41'    |
| البدلاء:     |    |                   |       |        |
| FW           | 12 | راندال كولو مواني |       | 41'    |
| FW           | 26 | ماركوس تورام      | 87'   | 41'    |
| FW           | 20 | كينغسلي كومان     |       | 71'    |
| MF           | 25 | إدواردو كامافينغا |       | 71'    |
| MF           | 13 | يوسف فوفانا       |       | 96'    |
| DF           | 24 | إبراهيما كوناتي   |       | 113'   |
| DF           | 3  | أكسيل ديساسي      |       | 120+1' |
| المدرب:      |    |                   |       |        |
| ديدييه ديشان |    |                   |       |        |

| - الحكام المساعدون: باويل سوكولنيكي (بولندا)، توماس ليستكيفيس (بولندا) - الحكم الرابع: إسماعيل الفتح (الولايات المتحدة) - حكم مساعد إحتياطي: كاثرين نيسبيت (الولايات المتحدة) - حكم الفيديو المساعد: توماس كويتوسكي (بولندا) - مساعد حكم الفيديو المساعد: خوان سوتو (فنزويلا)، كايل أتكينز (الولايات المتحدة)، فيرناندو غيريرو راميريز (المكسيك) - معاون حكم الفيديو المساعد: باستيان دانكيرت (ألمانيا) - معاون مساعد حكم الفيديو المساعد: كوري باركر (الولايات المتحدة) | قواعد المباراة - مباراة من 90 دقيقة - 30 دقيقة وقت إضافي مقسمة إلى شوطين، في حال انتهاء الوقت الأصلي بالتعادل - في حال استمرار التعادل بعد الوقت الإضافي، يلجأ الفريقان إلى ركلات الجزاء الترجيحية - خمسة عشر لاعب في دكة البدلاء - الحد الأقصى المسموح به بالتبديلات هو خمسة، مع السماح بسادس في الوقت الإضافي |

الملاحظات
1. ↑  سيُمنح كل فريق ثلاث فرص لإجراء التبديلات، مع فرصة رابعة في الوقت الإضافي، باستثناء التبديلات التي أُجريت في الشوط الأول، قبل بدء الأشواط الإضافية وما بين الشوطين الإضافيين.

### الإحصائيات
| الإحصائيات           | الأرجنتين | فرنسا |
| -------------------- | --------- | ----- |
| الأهداف المسجلة      | 2         | 0     |
| مجموع التسديدات      | 6         | 0     |
| التسديدات على المرمى | 3         | 0     |
| التصديات             | 0         | 1     |
| الاستحواذ على الكرة  | 59%       | 41%   |
| الركنيات             | 2         | 0     |
| الأخطاء المرتكبة     | 10        | 11    |
| التسللات             | 3         | 0     |
| البطاقات الصفراء     | 1         | 0     |
| البطاقات الحمراء     | 0         | 0     |

| الإحصائيات           | الأرجنتين | فرنسا |
| -------------------- | --------- | ----- |
| الأهداف المسجلة      | 0         | 2     |
| مجموع التسديدات      | 6         | 6     |
| التسديدات على المرمى | 4         | 3     |
| التصديات             | 1         | 4     |
| الاستحواذ على الكرة  | 45%       | 55%   |
| الركنيات             | 2         | 3     |
| الأخطاء المرتكبة     | 9         | 5     |
| التسللات             | 0         | 2     |
| البطاقات الصفراء     | 1         | 3     |
| البطاقات الحمراء     | 0         | 0     |

| الإحصائيات           | الأرجنتين | فرنسا |
| -------------------- | --------- | ----- |
| الأهداف المسجلة      | 1         | 1     |
| مجموع التسديدات      | 8         | 4     |
| التسديدات على المرمى | 3         | 2     |
| التصديات             | 1         | 2     |
| الاستحواذ على الكرة  | 62%       | 38%   |
| الركنيات             | 2         | 2     |
| الأخطاء المرتكبة     | 6         | 3     |
| التسللات             | 1         | 2     |
| البطاقات الصفراء     | 3         | 0     |
| البطاقات الحمراء     | 0         | 0     |

| الإحصائيات           | الأرجنتين | فرنسا |
| -------------------- | --------- | ----- |
| الأهداف المسجلة      | 3         | 3     |
| مجموع التسديدات      | 20        | 10    |
| التسديدات على المرمى | 10        | 5     |
| التصديات             | 2         | 7     |
| الاستحواذ على الكرة  | 54%       | 46%   |
| الركنيات             | 6         | 5     |
| الأخطاء المرتكبة     | 26        | 19    |
| التسللات             | 4         | 4     |
| البطاقات الصفراء     | 5         | 3     |
| البطاقات الحمراء     | 0         | 0     |

1. ↑  مع أن حارس المرمى إيميليانو مارتينيز لم يسئ إلى أي لاعب من فرنسا مباشرةً، إلا أن فكرة أن الحكم أعطاه بطاقة صفراء بسبب سلوك غير رياضي هي خاطئة أيضاً.

## ما بعد المباراة والإرث

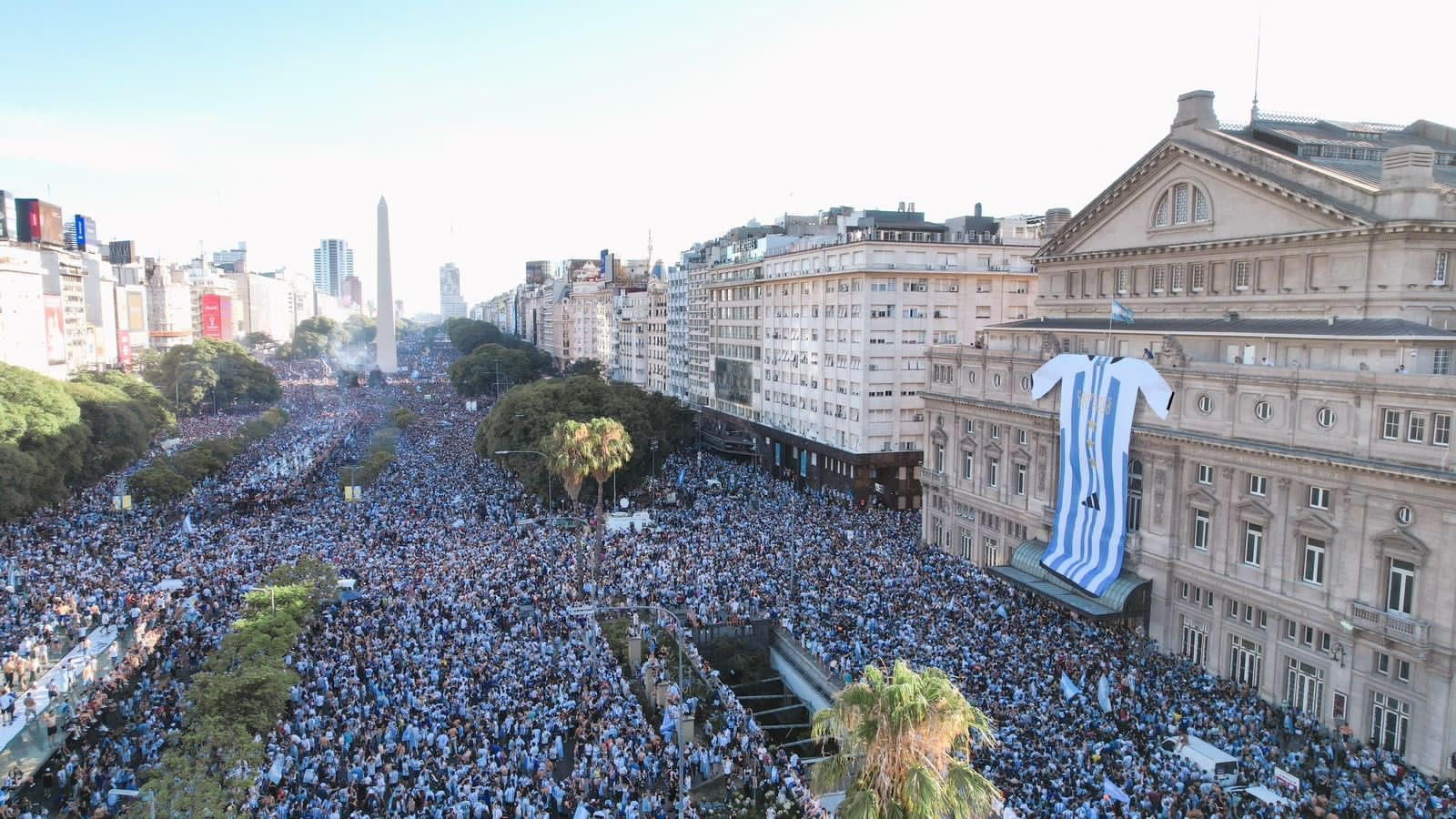
احتفالات حاشدة في شوارع العاصمة الأرجنتينية، بوينس آيرس، بعد فوز منتخب الأرجنتين بكأس العالم. تشير التقديرات إلى أن أكثر من أربعة ملايين شخص شاركوا في هذا الإحتفال.

أشاد النقاد والمعلقون والجماهير بكثافة المباراة وأجواءها المجهدة وطبيعة المباراة المثيرة ذهابًا وإيابًا، وتم تسليط الضوء على عدد الأهداف المسجلة، وسلطت العديد من وسائل الإعلام الضوء عليها على أنها مبارزة بين الزملاء في باريس سان جيرمان ميسي ومبابي. ومنذ ذلك الحين، تم الترحيب بالمباراة باعتبارها واحدة من أكثر نهائيات كأس العالم إثارة، ومن بين أعظم مباريات كرة القدم على الإطلاق.

وبهذا الفوز، فازت الأرجنتين بلقب كأس العالم للمرة الثالثة لتتفوق على فرنسا والأوروغواي، حيث تأتي ألقابها خلف خمسة ألقاب للبرازيل وأربعة لإيطاليا وألمانيا. أصبحت الأرجنتين أول فريق من أمريكا الجنوبية وأول فريق غير أوروبي يفوز بكأس العالم منذ البرازيل في 2002، وأول بطل لكوبا أمريكا يفوز بكأس العالم. بعد فوزها على هولندا بركلات الترجيح في ربع النهائي، أصبحت الأرجنتين أول فريق يفوز بهذه الطريقة مرتين في طريقها إلى اللقب. كان هذا هو لقب كأس العالم العاشر لفريق من أمريكا الجنوبية، والفوز الثامن لأمريكا الجنوبية في أحد عشر نهائيًا يواجه منافسًا أوروبيًا. أصبحت فرنسا ثالث حامل لقب يخسر في المباراة النهائية التالية، بعد الأرجنتين في عام 1990 والبرازيل في عام 1998. وكانت المباراة هي المباراة النهائية الثالثة لكأس العالم التي يتم حسمها بركلات الترجيح، بعد عامي 1994 و2006، حيث خسرت فرنسا أمام إيطاليا. وهذا يعني أن فرنسا لم تفز بركلات الترجيح في جميع المسابقات منذ ربع نهائي كأس العالم 1998 ضد إيطاليا. وبتسجيل الأهداف الستة في المباراة النهائية، وصل إجمالي عدد الأهداف في البطولة إلى رقم قياسي بلغ 172 هدفاً، متجاوزاً الرقم المسجل في عامي 1998 و2014 والبالغ 171 هدفاً.

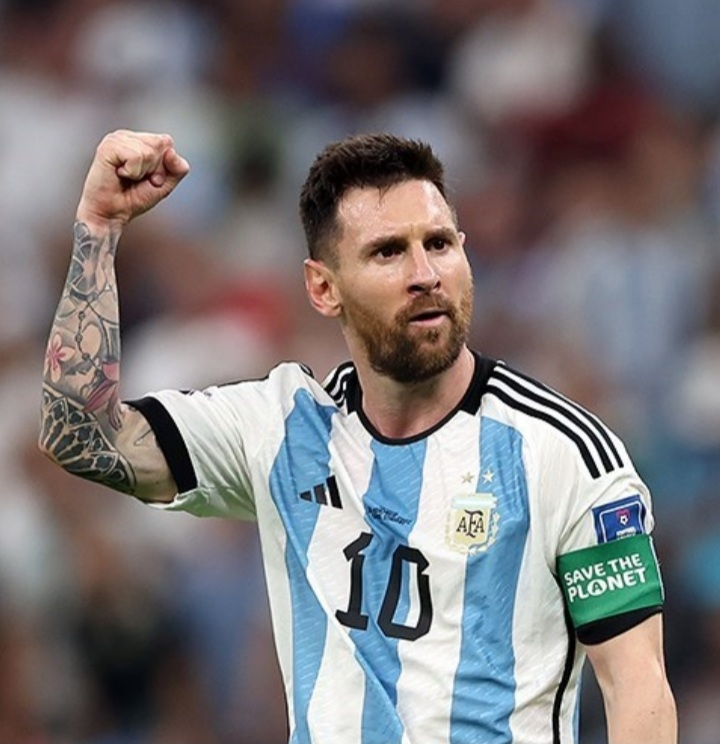
تم إختيار الأرجنتيني ليونيل ميسي كرجل المباراة، كما تحصل على الكرة الذهبية لأفضل لاعب في البطولة والحذاء الفضي كثاني أفضل هداف في البطولة بسبعة أهداف.

وكان رئيس الاتحاد الدولي لكرة القدم جياني إنفانتينو حاضراً على أرض الملعب خلال حفل توزيع الجوائز لتسليم الميداليات وتقديم الكأس للقائد الأرجنتيني ليونيل ميسي. وانضم إليه أمير قطر تميم بن حمد آل ثاني، الرئيس الفرنسي إيمانويل ماكرون، رئيس الاتحاد الأرجنتيني لكرة القدم كلاوديو تابيا، رئيس الاتحاد الفرنسي لكرة القدم نويل لو غرايت،ورئيس اتحاد أمريكا الجنوبية أليخاندرو دومينغيز ويلسون سميث ورئيس الاتحاد الأوروبي لكرة القدم ألكسندر تشيفرين. سيرخيو باتيستا ونيري ألبرتو بومبيدو، الفائزان بكأس العالم مع الأرجنتين عام 1986، أحضرا الكأس إلى أرض الملعب لحضور الحفل. قبل أن يتم تسليم الكأس من قبل الأمير وإنفانتينو، تم منح ميسي بشتًا ليرتديه من قبل الأمير قبل الاحتفال بالكأس. كان عرض الكأس بمناظر مختلفة عن البطولات السابقة، حيث تم استبدال القصاصات الورقية بالألعاب النارية والأضواء مع خلفية من بعض الموسيقى السينمائية الأوركسترالية.
اختير ميسي أفضل لاعب في المباراة وفاز بجائزة الكرة الذهبية الثانية كأفضل لاعب في البطولة بعد عام 2014، ليصبح أول لاعب (والوحيد حتى الآن) يحصل على الجائزة مرتين. كما فاز بجائزة الحذاء الفضي بثاني أكبر عدد من الأهداف في البطولة بواقع سبعة أهداف. ظهور ميسي في النهائي، مباراته رقم 26 في كأس العالم، يعني أنه تجاوز لوتار ماتيوس باعتباره اللاعب الأكثر ظهورًا في كأس العالم. بفضل أهدافه، أصبح ميسي ثاني لاعب يسجل في دور الـ16، وربع النهائي، ونصف النهائي، والنهائي لبطولة كأس العالم، بعد المجري غيورغي شاروشي في عام 1938، واللاعب الوحيد الذي سجل في كل تلك الأدوار الإقصائية بما في ذلك دور المجموعات. بعد أن سجل هدفا في النهائي السابق في 2018، جعلت ثلاثية مبابي اللاعب الأكثر تسجيلًا في نهائي كأس العالم بأربعة أهداف، متجاوزًا ثلاثيات جيوف هورست، بيليه، فافا وزين الدين زيدان. بالإضافة إلى ذلك، بأهدافه الثلاثة، تفوق على ميسي ليفوز بجائزة الحذاء الذهبي كأفضل هداف للبطولة بثمانية أهداف، وهو أكبر عدد في كأس العالم منذ البرازيلي رونالدو عام 2002، كما حصل على الكرة الفضية كثاني أفضل لاعب. فاز الأرجنتيني إيميليانو مارتينيز بجائزة القفاز الذهبي كأفضل حارس مرمى في البطولة، بينما فاز زميله إينزو فرنانديز بجائزة أفضل لاعب شاب، حيث يبلغ من العمر 21 عامًا على الأكثر (من مواليد 1 يناير 2001 أو بعدها).
| شيل شيل شيل، شيل يا طويل العمر شيل، شيل البطولة شيل، شيل الذهب شيل، شيل الغالية شيل، شيل الكوبا شيل، شيل الموندو شيل، شيل العالم شيل. |
| —تعليق مباشر باللغة العربية للمعلق التونسي عصام الشوالي على بي إن سبورتس العربية لحظة رفع ليونيل ميسي كأس العالم.                     |

وفي الأرجنتين، اندلعت الاحتفالات في جميع أنحاء البلاد، أبرزها في العاصمة بوينس آيرس وروساريو، مسقط رأس ميسي. في 20 ديسمبر، أدى الاحتفال في شوارع بوينس آيرس بعد وصول لاعبي الأرجنتين إلى حشد جماهيري قدرته وسائل الإعلام المحلية بأكثر من أربعة ملايين شخص، مما اضطر الفريق إلى النزول جواً بطائرة هليكوبتر من حافلتهم. في 22 ديسمبر، أكد الاتحاد الفرنسي لكرة القدم أنه قدم شكوى رسمية ضد حارس المرمى الأرجنتيني إيميليانو مارتينيز بسبب سلوكه غير الرياضي الذي تضمن حوادث مثل الصلاة الساخرة من أجل الصمت للمهاجم الفرنسي كيليان مبابي في غرفة خلع الملابس الأرجنتينية بعد المباراة أيضًا. كما شوهد وهو يحمل ويضحك على دمية ملتصق بها صورة لوجه مبابي خلال موكب النصر الأرجنتيني.
وفي فرنسا، اندلعت أعمال شغب في جميع أنحاء البلاد في مدن من بينها باريس، ليون ونيس؛ وكانت هذه مشابهة جدًا لتلك التي تلت فوزهم في عام 2018، وكذلك بعد الانتصارات على إنجلترا والمغرب في وقت سابق من البطولة. تعرض بعض اللاعبين الفرنسيين مثل كينغسلي كومان، راندال كولو مواني وأوريلين تشواميني لإساءات عنصرية من قبل مشجعيهم عبر الإنترنت بسبب أدائهم. في غضون 48 ساعة من نشر ميسي منشور على إنستغرام مع كأس العالم، تجاوز 75 مليون إعجاب، وبذلك أصبح منشور التواصل الاجتماعي الأكثر إعجابًا على الإطلاق عبر جميع منصات التواصل الاجتماعي متجاوزًا منشور إنستغرام السابق الأكثر إعجابًا، بيضة الرقم القياسي العالمي.

## أنظر أيضاً
- كأس العالم 2022

### باللغة العربية
1. ↑  "صحيفة: أسرار حصول قطر على تنظيم مونديال 2022". أنباء موسكو. 29 يناير 2013. مؤرشف من الأصل في 19 أغسطس 2014. اطلع عليه بتاريخ أغسطس 2020. {{استشهاد بخبر}}: تحقق من التاريخ في: |تاريخ الوصول= (مساعدة)
2. ↑  "World Cup Champions Squads 1930–2018". مؤسسة إحصاءات وثيقة لرياضة كرة القدم. 15 سبتمبر 2021. مؤرشف من الأصل في 2022-12-16. اطلع عليه بتاريخ 2022-12-14.

### بلغات أجنبية
1. ↑  "FIFA World Cup – Final – Argentina  v France". الاتحاد الدولي لكرة القدم. 18 ديسمبر 2022. مؤرشف من الأصل في 2023-03-01. اطلع عليه بتاريخ 2022-12-18.
2. ↑  "Doha, Qatar Weather History". Weather Underground. 18 ديسمبر 2022. مؤرشف من الأصل في 2023-03-01. اطلع عليه بتاريخ 2022-12-18.
3. ↑  "Lionel Messi earns World Cup glory as Argentina tops France in a captivating final". Washington Post (بالإنجليزية الأمريكية). ISSN:0190-8286. Archived from the original on 2023-03-14. Retrieved 2022-12-22.
4. ↑  "Argentina vs. France: 2022 World Cup final highlights and reactions". ESPN.com (بالإنجليزية). 18 Dec 2022. Archived from the original on 2023-03-01. Retrieved 2022-12-22.
5. ↑  Summerscales, Robert. "Argentina Beat France On Penalties In Best World Cup Final Ever After Epic 3-3 Draw". Futbol on FanNation (بالإنجليزية). Archived from the original on 2023-03-01. Retrieved 2022-12-22.
6. ↑  Lewis, Rhett (11 Jan 2022). "How Many Times Has Argentina Won The World Cup?". History Of Soccer (بالإنجليزية الأمريكية). Archived from the original on 2022-12-19. Retrieved 2022-12-14.
7. ↑  "Argentina beat Brazil 1-0 to win Copa America, 1st major title in 28 yrs". Reuters (بالإنجليزية). 11 Jul 2021. Archived from the original on 2023-03-01. Retrieved 2022-12-14.
8. ↑  Agencies (11 Jul 2021). "Argentina stun Brazil in Copa América final to end 28-year trophy drought". the Guardian (بالإنجليزية). Archived from the original on 2023-01-16. Retrieved 2022-12-14.
9. ↑  "Messi echoes Maradona in masterclass as Argentina sends epic World Cup statement". Fox Sports (بالإنجليزية). 1 Jun 2022. Archived from the original on 2023-03-01. Retrieved 2022-12-14.
10. ↑  "Argentina are favourites for World Cup 2022 win in Qatar with 'happy' Lionel Messi, says Joe Cole". Eurosport (بالإنجليزية). 22 Nov 2022. Archived from the original on 2023-03-01. Retrieved 2022-12-14.
11. ↑  "World Cup 2022 betting odds: which team are favourites to win?". Reuters (بالإنجليزية). 14 Dec 2022. Archived from the original on 2023-03-18. Retrieved 2022-12-14.
12. ↑  Borden, Sam (10 Jul 2016). "At Euro 2016 Final, Portugal Loses Ronaldo but Defeats France". The New York Times (بالإنجليزية الأمريكية). ISSN:0362-4331. Archived from the original on 2023-03-01. Retrieved 2022-12-15.
13. ↑  "France 0–1 Germany". BBC Sport (بالإنجليزية البريطانية). Archived from the original on 2023-03-01. Retrieved 2022-12-15.
14. ↑  Collings، Simon (18 نوفمبر 2022). "Rating the World Cup favourites: Brazil, Argentina and France". Evening Standard. مؤرشف من الأصل في 2023-03-01. اطلع عليه بتاريخ 2022-12-20.
15. ↑  "Who is Vittorio Pozzo French World Cup coach Didier Deschamps is trying to emulate". FIFA. مؤرشف من الأصل في 2023-03-01. اطلع عليه بتاريخ 2022-12-14.
16. ↑  West، Jenna (15 يوليو 2018). "Didier Deschamps Becomes Third to Win World Cup as Player and Manager". Sports Illustrated. مؤرشف من الأصل في 2023-03-01. اطلع عليه بتاريخ 2018-07-16.
17. ↑  Liew، Jonathan (30 يونيو 2018). "Why France vs Argentina was one of the greatest World Cup games of all time". The Independent. مؤرشف من الأصل في 2018-07-10.
18. ↑  "Pavard's stunner voted Hyundai Goal of the Tournament". www.fifa.com (بالإنجليزية). Archived from the original on 2023-03-01. Retrieved 2022-12-20.[وصلة مكسورة]
19. ↑  "France v Argentina Live Commentary & Result, 30/06/18, World Cup". www.goal.com. مؤرشف من الأصل في 2023-03-01. اطلع عليه بتاريخ 2022-12-20.
20. ↑  "2018 FIFA World Cup Russia™: France - Argentina". www.fifa.com (بالإنجليزية). Archived from the original on 2023-03-01. Retrieved 2022-12-20.[وصلة مكسورة]
21. ↑  "Introducing 'Al Hilm', The Official Match Ball of the FIFA World Cup Qatar 2022™ Finals". www.fifa.com (بالإنجليزية). Archived from the original on 2022-12-11. Retrieved 2022-12-14.[وصلة مكسورة]
22. ↑  "Golden 'Teamgeist Berlin' ball for the FIFA World Cup Final". الاتحاد الدولي لكرة القدم. 18 أبريل 2006. مؤرشف من الأصل في 2019-05-17.
23. ↑  FIFA.com (20 أبريل 2010). "Glittering golden ball for Final". الاتحاد الدولي لكرة القدم. مؤرشف من الأصل في 2010-04-30. اطلع عليه بتاريخ 2016-06-17.
24. ↑  "adidas Brazuca Final Rio unveiled". الاتحاد الدولي لكرة القدم. 29 مايو 2014. مؤرشف من الأصل في 2014-05-29. اطلع عليه بتاريخ 2014-07-14.
25. ↑  "adidas Football Reveals Official Match Ball for the Knockout Stage of the 2018 FIFA World Cup Russia". الاتحاد الدولي لكرة القدم. 26 يونيو 2018. مؤرشف من الأصل في 2021-06-22. اطلع عليه بتاريخ 2018-06-26.
26. ↑  "Lusail Stadium". Supreme Committee for Delivery & Legacy. مؤرشف من الأصل في 2022-07-06. اطلع عليه بتاريخ 2022-03-30.
27. ↑  "Lusail Iconic Stadium for Qatar 2022 is revealed at Leaders in Football conference in London" (Press release). فوستر آند بارتنرز. 6 أكتوبر 2010. مؤرشف من الأصل في 2022-11-19. اطلع عليه بتاريخ 2022-03-30.
28. ↑  "FIFA World Cup match schedule confirmed: hosts Qatar to kick off 2022 tournament at Al Bayt Stadium". FIFA. 15 يوليو 2020. مؤرشف من الأصل في 2022-11-15. اطلع عليه بتاريخ 2022-03-30.
29. ↑  "FIFA World Cup Qatar 2022 – Match Schedule" (PDF). FIFA.com. Fédération Internationale de Football Association. 11 أغسطس 2022. مؤرشف من الأصل (PDF) في 2022-08-11. اطلع عليه بتاريخ 2022-08-11.
30. ↑  "Lusail Iconic Stadium - FIFA World Cup Qatar". e-architect. 7 مارس 2019. مؤرشف من الأصل في 2022-11-19. اطلع عليه بتاريخ 2022-01-20.
31. ↑  "Lusail Iconic Stadium World Cup 2022: Qatar World Cup Stadium". fifaworldcupnews.com. 23 سبتمبر 2021. مؤرشف من الأصل في 2022-10-31. اطلع عليه بتاريخ 2022-02-17.
32. ↑  "Qatar's Lusail Iconic Stadium for Solar World Cup Stadium". architecture-view.com. 27 أكتوبر 2010. مؤرشف من الأصل في 2016-06-16. اطلع عليه بتاريخ 2022-02-24.
33. ↑  "Work starts on Qatar World Cup final stadium at Lusail". thepeninsulaqatar.com. 12 أبريل 2017. مؤرشف من الأصل في 2022-10-31. اطلع عليه بتاريخ 2022-02-24.
34. ↑  "Photos: Lusail Super Cup tests stadium hosting World Cup final". aljazeera.com. مؤرشف من الأصل في 2022-11-18. اطلع عليه بتاريخ 2022-09-16.
35. ↑  Parkes، James (23 نوفمبر 2021). "Foster + Partners-designed Lusail Stadium among eight completed Qatar World Cup venues". Dezeen. مؤرشف من الأصل في 2022-11-19. اطلع عليه بتاريخ 2022-03-30.
36. ↑  Sobura، Tomasz (2 فبراير 2022). "New stadium: The date bowl still awaiting its first game". StadiumDB.com. مؤرشف من الأصل في 2022-09-22. اطلع عليه بتاريخ 2022-03-30.
37. ↑  "Qatar's World Cup has seen the biggest upsets in recent history". The Economist. ISSN:0013-0613. مؤرشف من الأصل في 2023-03-01. اطلع عليه بتاريخ 2022-12-16.
38. ↑  Rory (22 Nov 2022). "Saudi Arabia Leaves Another Scar on Argentina's Soul". The New York Times (بالإنجليزية الأمريكية). ISSN:0362-4331. Archived from the original on 2023-03-01. Retrieved 2022-12-16.
39. ↑  "Saudi shock: Argentina stunned in historic World Cup upset". 1 News (بالإنجليزية). Archived from the original on 2023-03-01. Retrieved 2022-12-16.
40. ↑  Staff, Scroll. "Argentina and early exits: A look at La Albiceleste's poor World Cup campaigns over the years". Scroll.in (بالإنجليزية الأمريكية). Archived from the original on 2022-12-15. Retrieved 2022-12-16.
41. ↑  "Argentina 2-0 Mexico: Lionel Messi and Enzo Fernandez stunners keep La Albiceleste alive with crucial victory". www.eurosport.com. مؤرشف من الأصل في 2023-03-09. اطلع عليه بتاريخ 2022-12-16.
42. ↑  "Argentina coast past Poland 2-0 to top World Cup Group C". www.aljazeera.com (بالإنجليزية). Archived from the original on 2023-03-10. Retrieved 2022-12-16.
43. ↑  Athletic, The. "Reaction to Argentina's win over Australia". The Athletic (بالإنجليزية). Archived from the original on 2023-03-01. Retrieved 2022-12-16.
44. ↑  "Argentina edge Netherlands in shootout to win World Cup quarter-final thriller". the Guardian (بالإنجليزية). 9 Dec 2022. Archived from the original on 2023-03-01. Retrieved 2022-12-16.
45. ↑  "Argentina Sweeps Past Croatia 3-0 to Reach World Cup Final". VOA (بالإنجليزية). Archived from the original on 2023-03-01. Retrieved 2022-12-16.
46. ↑  "France 4-1 Australia: Olivier Giroud strikes twice to equal Les Bleus goal-scoring record in come-from-behind win". www.eurosport.com. مؤرشف من الأصل في 2023-03-09. اطلع عليه بتاريخ 2022-12-16.
47. ↑  "France 2-1 Denmark: Kylian Mbappe lights up World Cup with double". Sky Sports (بالإنجليزية). Archived from the original on 2023-03-01. Retrieved 2022-12-16.
48. ↑  Andrew (30 Nov 2022). "In a Wild Finish, Tunisia Goes Out With a Win Against France". The New York Times (بالإنجليزية الأمريكية). ISSN:0362-4331. Archived from the original on 2023-03-01. Retrieved 2022-12-16.
49. ↑  "France aren't playing well and they don't even need to, for the moment". MARCA (بالإنجليزية). 4 Dec 2022. Archived from the original on 2023-03-01. Retrieved 2022-12-16.
50. ↑  "France beat England 2-1 after a nail-biting match at the World Cup". euronews (بالإنجليزية). 10 Dec 2022. Archived from the original on 2023-03-01. Retrieved 2022-12-16.
51. ↑  "France end Morocco dream to set up Argentina final". BBC Sport (بالإنجليزية البريطانية). Archived from the original on 2023-03-01. Retrieved 2022-12-16.
52. ↑  "Szymon Marciniak poprowadzi finał mistrzostw świata! - Federacja". PZPN - Łączy nas piłka (بالبولندية). Archived from the original on 2022-12-21. Retrieved 2022-12-16.
53. ↑  NDR. "Rostocker Schiedsrichter Dankert beim WM-Finale im Einsatz". www.ndr.de (بالألمانية). Archived from the original on 2022-12-19. Retrieved 2022-12-21.
54. ↑  "Qatar's $300 Billion World Cup Is Headed for an Epic Comedown". Bloomberg.com (بالإنجليزية). 15 Dec 2022. Archived from the original on 2023-01-19. Retrieved 2022-12-16.
55. ↑  Turner, Giles; Helier, David (15 Dec 2022). "Qatar's $300 Billion World Cup Is Headed for an Epic Comedown". Bloomberg.com (بالإنجليزية). Archived from the original on 2023-01-19. Retrieved 2022-12-15.
56. ↑  "Argentine president to watch final match from home". الصحيفة الهندوسية. Agence France-Presse. 18 ديسمبر 2022. مؤرشف من الأصل في 2022-12-21. اطلع عليه بتاريخ 2022-12-18.
57. ↑  "President wishes France's Macron the best – except for in Sunday's World Cup final". Buenos Aires Times. 15 ديسمبر 2022. مؤرشف من الأصل في 2022-12-28. اطلع عليه بتاريخ 2022-12-19.
58. ↑  "Lali Espósito emocionó a todos con la interpretación del himno argentino en la final del Mundial". LA NACION (بالإسبانية). 18 Dec 2022. Archived from the original on 2023-01-23. Retrieved 2022-12-19.
59. ↑  "INFO E1 – Mundial 2022: Farrah El-Dibany interpretará "La Marsellesa" para la final". Deportes News ES Euro (بالإسبانية). 17 Dec 2022. Archived from the original on 2022-12-19. Retrieved 2022-12-19.
60. ↑  "Qatar holds spectacular World Cup closing ceremony ahead of final". Al Jazeera (بالإنجليزية). Archived from the original on 2023-11-02. Retrieved 2024-07-15.
61. ↑  "Deepika Padukone unveils the FIFA World Cup trophy at the stadium. Watch". Hindustan Times (بالإنجليزية). 18 Dec 2022. Archived from the original on 2023-04-01. Retrieved 2024-07-15.
62. ↑  says, Wegz Did What Myriam Fares Would Not: Why ‘Ezz El Arab’ Beats ‘Tukoh Taka’ | Egyptian Streets (18 Dec 2022). "Egyptian Artists Wegz and Farrah El Dibany Perform at World Cup Closing | Egyptian Streets" (بالإنجليزية الأمريكية). Archived from the original on 2024-01-26. Retrieved 2024-07-15.
63. ↑  Goff, Steven (19 Dec 2022). "Lionel Messi earns World Cup glory as Argentina tops France in a captivating final". Washington Post (بالإنجليزية الأمريكية). ISSN:0190-8286. Archived from the original on 2023-11-05. Retrieved 2024-07-16.
64. 1 2  Murray, Scott (18 Dec 2022). "2022 World Cup final: Argentina 3-3 France (aet, 4-2 on pens) – as it happened". the Guardian (بالإنجليزية البريطانية). ISSN:0261-3077. Archived from the original on 2022-12-18. Retrieved 2024-07-16.
65. ↑  "Argentina wins World Cup on penalty kicks over France: Live updates". NBC News (بالإنجليزية). 18 Dec 2022. Archived from the original on 2024-06-20. Retrieved 2024-07-16.
66. ↑  "World Cup final: Argentina beat France on penalties in dramatic Qatar showpiece". BBC Sport (بالإنجليزية البريطانية). 17 Dec 2022. Archived from the original on 2024-07-01. Retrieved 2024-07-16.
67. ↑  Mukhopadhyay، Sounak (23 فبراير 2023). "What Emi Martinez said when he was told penalty rules would change after his mind-games in WC final". Mint. مؤرشف من الأصل في 2023-09-26. اطلع عليه بتاريخ 2023-12-19.
68. ↑  Mukhopadhyay، Sounak (21 ديسمبر 2022). "Psychologist explains how Argentina's Emi Martinez played mind games during penalty shoot-out against France". Mint. مؤرشف من الأصل في 2023-12-20. اطلع عليه بتاريخ 2023-12-27.
69. ↑  Doyle، Terrence (19 ديسمبر 2022). "Argentina And France Lived Up to the World Cup Final's Hype – And Then Transcended It". FiveThirtyEight. مؤرشف من الأصل في 2023-03-14. اطلع عليه بتاريخ 2022-12-20.
70. ↑  "Argentina and Messi spot on for World Cup glory". الاتحاد الدولي لكرة القدم. 18 ديسمبر 2022. مؤرشف من الأصل في 2023-03-01. اطلع عليه بتاريخ 2022-12-18.
71. ↑  "Regulations – FIFA World Cup Qatar 2022" (PDF). FIFA.com. الاتحاد الدولي لكرة القدم. 15 ديسمبر 2021. مؤرشف من الأصل (PDF) في 2022-12-18. اطلع عليه بتاريخ 2022-03-30.
72. ↑  "World Cup". www.rsssf.org. مؤرشف من الأصل في 2024-06-06. اطلع عليه بتاريخ 2024-07-15.
73. ↑  "Copa America". www.rsssf.org. مؤرشف من الأصل في 2024-07-14. اطلع عليه بتاريخ 2024-07-15.
74. ↑  "Milestones & Superlatives: Statistical Kit for the FIFA World Cup" (PDF). الاتحاد الدولي لكرة القدم. 6 أبريل 2018. مؤرشف (PDF) من الأصل في 2022-10-21. اطلع عليه بتاريخ 2022-12-24.
75. ↑  Team, UK Data Insights (21 Dec 2022). "World Cup 2022 Facts: The Best of the Best". The Analyst (بالإنجليزية). Archived from the original on 2023-11-29. Retrieved 2024-07-15.
76. ↑  published, Ben Hayward (18 Dec 2022). "How many World Cup finals have gone to extra time and penalties?". fourfourtwo.com (بالإنجليزية). Archived from the original on 2023-02-25. Retrieved 2024-07-15.
77. ↑  "World Cup in Qatar sets scoring record with 172 goals". واشنطن بوست. Associated Press. 18 ديسمبر 2022. مؤرشف من الأصل في 2022-12-24. اطلع عليه بتاريخ 2022-12-24.
78. ↑  Hangst، Matthias (18 ديسمبر 2022). "Argentina v France: Final – FIFA World Cup Qatar 2022". صور غيتي. مؤرشف من الأصل في 2022-12-19. اطلع عليه بتاريخ 2022-12-18.
79. ↑  Sportstar, Team (18 Dec 2022). "Argentina wins World Cup, presentation ceremony highlights: Messi wins Golden Ball, Martinez gets Golden Glove, Mbappe takes Golden Boot". Sportstar (بالإنجليزية). Archived from the original on 2023-06-03. Retrieved 2024-07-15.
80. ↑  Sport, Telegraph (19 Dec 2022). "Lionel Messi made to wear traditional Arab bisht for World Cup trophy lift". The Telegraph (بالإنجليزية البريطانية). ISSN:0307-1235. Archived from the original on 2022-12-18. Retrieved 2024-07-15.
81. ↑  "Messi makes Golden Ball history". الاتحاد الدولي لكرة القدم. 18 ديسمبر 2022. مؤرشف من الأصل في 2022-12-18. اطلع عليه بتاريخ 2022-12-18.
82. ↑  Mackey, Ed. "Mbappe pips Messi to World Cup Golden Boot in unbelievable final". The New York Times (بالإنجليزية الأمريكية). ISSN:0362-4331. Archived from the original on 2024-07-15. Retrieved 2024-07-15.
83. ↑  "The World Cup records Messi owns and is chasing". الاتحاد الدولي لكرة القدم. 18 ديسمبر 2022. مؤرشف من الأصل في 2022-12-18. اطلع عليه بتاريخ 2022-12-18.
84. ↑  "Messi - 2nd player to score in last-16, quarters, semis and final of WC". www.besoccer.com (بالإنجليزية). Archived from the original on 2023-11-05. Retrieved 2024-07-15.
85. ↑  161385360554578 (19 Dec 2022). "Mbappe hits first World Cup final hat-trick since Hurst and breaks more records". talkSPORT (بالإنجليزية البريطانية). Archived from the original on 2023-04-01. Retrieved 2024-07-15. {{استشهاد ويب}}: الوسيط |مؤلف= يحوي أسماء رقمية (help)
86. ↑  "World Cup Golden Ball: Full winners list & how best player award is decided | Goal.com US". www.goal.com (بالإنجليزية الأمريكية). 18 Dec 2022. Archived from the original on 2024-03-04. Retrieved 2024-07-15.
87. ↑  سالمي، أحمد. ""شيل يا طويل العمر شيل"". الجزيرة نت. مؤرشف من الأصل في 2024-07-15. اطلع عليه بتاريخ 2024-07-15.
88. ↑  "Rosario celebrates its native sons, Messi and Di María | Buenos Aires Times". batimes.com.ar. مؤرشف من الأصل في 2024-03-04. اطلع عليه بتاريخ 2024-07-15.
89. ↑  "Argentina's World Cup heroes airlifted in helicopters as street party overflows". رويترز. 20 ديسمبر 2022. مؤرشف من الأصل في 2022-12-20. اطلع عليه بتاريخ 2022-12-20.
90. ↑  "Martinez holds Mbappe baby doll during World Cup parade as Argentina keeper continues to taunt France striker | Goal.com India". www.goal.com (بالإنجليزية الهندية). 21 Dec 2022. Archived from the original on 2023-01-18. Retrieved 2024-07-15.
91. ↑  O'Brien, Josh (22 Dec 2022). "Emi Martinez subject of formal complaint from France FA after World Cup taunts". The Mirror (بالإنجليزية). Archived from the original on 2023-01-04. Retrieved 2024-07-15.
92. ↑  Banerjee، Apratim (19 ديسمبر 2022). "Riots erupt in France as over 115 arrests recorded after Les Bleus suffer defeat to Argentina in FIFA World Cup final". Sportskeeda. مؤرشف من الأصل في 2022-12-24. اطلع عليه بتاريخ 2022-12-24.
93. ↑  "World Cup 2022: France's Kingsley Coman and Aurelien Tchouameni racially abused". BBC Sport (بالإنجليزية البريطانية). 19 Dec 2022. Archived from the original on 2022-12-19. Retrieved 2024-07-15.
94. ↑  "Messi beats the record of likes in the history of all social media: Beats TikToker Bella Poarch". MARCA (بالإنجليزية). 21 Dec 2022. Archived from the original on 2022-12-22. Retrieved 2024-07-15.
95. ↑  Navlakha, Meera (21 Dec 2022). "Lionel Messi's Instagram post is the most liked thing on social media – ever". Mashable (بالإنجليزية). Archived from the original on 2024-07-15. Retrieved 2024-07-15.

## وصلات خارجية
- الموقع الرسمي